# استنو
استنو (به ایتالیایی: Steno) با نام اصلی استفانو وانتسینا (به ایتالیایی: Stefano Vanzina) (۱۹ ژانویه ۱۹۱۵ – ۱۳ مارس ۱۹۸۸) کارگردان، فیلم‌نامه‌نویس و فیلم‌بردار ایتالیایی بود.
دو فیلم او، یک روز در دادگاه (۱۹۵۴) و تب اسب (۱۹۷۶) در شصت و هفتمین جشنواره بین‌المللی فیلم ونیز، قسمت کمدی‌های ایتالیایی به نمایش درآمدند.

## زندگی و حرفه
وانزینا در سال ۱۹۱۵ در رم زاده شد. او در رشته حقوق تحصیل کرد و همزمان سینما را در مدرسه سینمایی مرکز تجربیات رم فرا گرفت. او برای مدتی در مطبوعات به مقاله‌نویسی پرداخت و نقاشی را نیز تجربه کرد. استنو فعالیت سینمایی‌اش را با نوشتن فیلمنامه‌های کمدی آغاز کرد. پس از جنگ جهانی دوم علاوه بر فیلمنامه‌نویسی، به دستیاری کارگردان‌هایی مانند ماریو سولداتی، کارلو لودوویکو براگالیا و ریکاردو فردا پرداخت. او پس از آنکه هفت فیلم کمدی با همکاری ماریو مونیچلی ساخت، از سال ۱۹۵۳ به طور مستقل به فیلمسازی ادامه داد.

## گزیده فیلم‌شناسی
- به من نگو! (۱۹۴۰)
- آن بالابالاها (۱۹۴۳)
- ناپلئون (۱۹۵۱)
- عشق است که مرا پیش می‌برد (۱۹۵۱)
- یک روز در محکمه (۱۹۵۳)
- یک آمریکایی در رم (۱۹۵۴)
- ماجراهای جاکومو کازانووا (۱۹۵۴)
- پسرم نرون (۱۹۵۶)
- سه بار زن (۱۹۵۷)
- سوزانای عشوه‌گر (۱۹۵۷)
- توتو در ماه (۱۹۵۹)
- دراکولا و مه‌رویان (دوره عسرت برای وامپیرها، ۱۹۵۹)
- بعضی‌ها سردش را دوست دارند (۱۹۶۰)
- بمب و فلفل (یک سرباز و نصفی، ۱۹۶۰)
- روان‌شناس بزرگ (۱۹۶۱)
- دختر هزار ماه (۱۹۶۱)
- توتو شیطان‌صفت (۱۹۶۲)
- تفنگداران دریا (۱۹۶۲)
- کوپا کابانا پالاس (۱۹۶۲)
- دو کلنل (۱۹۶۲)
- قهرمانان غرب (۱۹۶۴)
- عشق به سبک ایتالیایی (۱۹۶۵)
- گل سرخ برای آنجلیکا (۱۹۶۶)
- خانم فیلد مارشال (۱۹۶۷)
- تعویض قلب (۱۹۶۹)
- پرنده مهاجر (۱۹۷۱)
- پا پهن (۱۹۷۴)
- پلیس زن (۱۹۷۴)
- سه ببر در برابر سه ببر (۱۹۷۷)
- پا پهن روی نیل (۱۹۷۸)
- عشق‌های من (۱۹۷۸)
- دکتر جکیل و بانوی مهربان (۱۹۷۹)
- مشکل پُردردسر (۱۹۷۹)
- انجیرتیغی (۱۹۸۱)
- یک ماجرای ایدئال (۱۹۸۲)
- جو موزفروش (۱۹۸۲)